# 부석고등학교
부석고등학교(浮石高等學校)는 대한민국 충청남도 서산시 부석면 취평리에 있는 공립 고등학교이다.

## 학교 연혁
- 1974년 12월 27일 : 6학급 설립인가 (부석중학교에 부석고등학교 병설)
- 1975년 3월 7일 : 부석고등학교 개교
- 1982년 12월 8일 : 신축교사 준공, 부석중학교에서 분리 이전
- 1997년 8월 14일 : 학칙 변경 (15학급 인가)
- 2023년 3월 2일 : 2023학년도 입학(130명)
- 2023년 9월 1일 : 제22대 박정기 교장 부임
- 2025년 1월 8일 : 제48회 졸업식(121명 졸업, 누적 7,942명 졸업)
- 2025년 3월 4일 : 2025학년도 입학(121명)

## 참고 자료
- 부석고등학교 - 한국교육학술정보원 학교알리미